# Out of Tune (album Out of Tune)
Out of Tune – debiutancki album warszawskiego zespołu Out of Tune, wydany przez EMI Music Poland 22 sierpnia 2008. Został nagrany w Media Studio w Warszawie.

## Lista utworów
1. „This Crepancy” – 3:37 (muz. E. Sarniak, M. Gągol, M. Sobczyński, M. Witkowski; sł. E. Sarniak)
2. „Plastikowy” – 4:20 (muz. E. Sarniak, M. Gągol, M. Sobczyński, M. Witkowski; sł. E. Sarniak)
3. „What You're Missin'” – 4:10 (muz. E. Sarniak,M. Sobczyński, M. Witkowski; sł. E. Sarniak)
4. „Phone Call” – 4:12 (muz. M. Witkowski, E. Sarniak; sł. E. Sarniak)
5. „Slowmotionpicture” – 3:52 (muz. M. Witkowski, P. Chancewicz, M. Sobczyński; sł. M. Sobczyński, E. Sarniak)
6. „Nie Próbuj” – 3:23 (muz. E. Sarniak, M. Gągol; sł. E. Sarniak)
7. „Vintage Violence” – 3:07 (muz. E. Sarniak, P. Chancewicz, M. Sobczyński; sł. E. Sarniak)
8. „Confidence” – 3:36 (muz. M. Sobczyński, M. Witkowski, E. Sarniak, M. Gągol; sł. E. Sarniak)
9. „Those Things Will Kill You” – 4:40 (muz. M. Witkowski, E. Sarniak, M. Gągol, M. Sobczyński; sł. E. Sarniak)
10. „Przywidzenia” – 4:58 (muz. E. Sarniak, M. Gągol, M. Sobczyński, M. Witkowski; sł. E. Sarniak)
11. „247” – 2:31  (muz. M. Sobczyński, E. Sarniak; sł. M. Sobczyński)
12. „Refugees” – 3:46 (muz. M. Witkowski, E. Sarniak, P. Chancewicz; sł. M. Sobczyński)
13. „Ink-a-bink” – 3:04 (muz. i sł. M. Sobczyński)

## Twórcy
- Eryk Sarniak - wokal, bas
- Maciej Sobczyński - gitara
- Mateusz Gągol - klawisze, gitara, chórki
- Michał Witkowski - perkusja

- Piotr „Dziki” Chancewicz - produkcja, miks, realizacja nagrań, gościnnie gitara („Plastikowy”, „247” i „Ink-a-bink”)
- Piotr „Falko” Rychlec - realizacja nagrań, gościnnie klawisze („What You're Missin'”)
- Sławomir Gładyszewski - realizacja nagrań
- Dariusz Szweryn - realizacja nagrań
- Przemysław Nowak - edycja komputerowa
- Leszek Kamiński - mastering
- Zuzanna Krajewska i Bartek Wieczorek - zdjęcia
- Ina Lekiewicz - stylizacja
- Michał Janowski - projekt graficzny
- Filip Sarniak - management